# Psammitis deichmanni
Espèce
Synonymes
- Xysticus deichmanni Sørensen, 1898

Psammitis deichmanni est une espèce d'araignées aranéomorphes de la famille des Thomisidae.

## Distribution
Cette espèce se rencontre au Groenland, au Canada au Nunavut, aux Territoires du Nord-Ouest et au Yukon et aux États-Unis en Alaska,.

## Habitat
On la trouve dans les zones les plus sèches, plutôt au niveau du sol voire sous les pierres au pied des herbes et autres plantes basses. Robin E. Leech (d) la signale surtout à proximité des plants de Dryas integrifolia, parfois sur les fleurs. L'espèce fréquente aussi le Saule arctique.

## Description
Le mâle syntype mesure 4,1 mm et la femelle syntype 5,5 mm
Le céphalothorax est d'un brun rouge tirant sur le gris chez la femelle, avec un « V » plus clair à l'avant et une paire de points bruns à l'arrière. L'abdomen affiche deux zones brunes séparées par de fines lignes blanches.

## Proies et prédateurs
L'espèce semble se nourrir essentiellement de petits diptères, notamment des Chironomidae et des Culicidae. Des cas de cannibalisme ainsi que des consommations de chenilles du genre Gynaephora ont également été notés. Psammitis deichmanni a pour prédateur principal le Bruant des neiges.

## Systématique et taxinomie
Cette espèce a été décrite sous le protonyme Xysticus deichmanni par Sørensen en 1898. Elle est placée en synonymie avec Xysticus bimaculatus par Brændegaard en 1934 puis avec Xysticus labradorensis par Gertsch en 1939. Elle est relevée de synonymie par Holm en 1958. Elle est placée dans le genre Psammitis par Breitling en 2019.

## Étymologie
Cette espèce est nommée en l'honneur de Henrik Deichmann. 

## Publication originale
- Sørensen, 1898 : « Arachnida Groenlandica (Acaris exceptis). » Videnskabelige Meddelelser Dansk Naturhistorisk Forening Kjobenhavn, vol. 1898, p. 176-235 (texte intégral).